# Jüdischer Friedhof (Weisweiler)

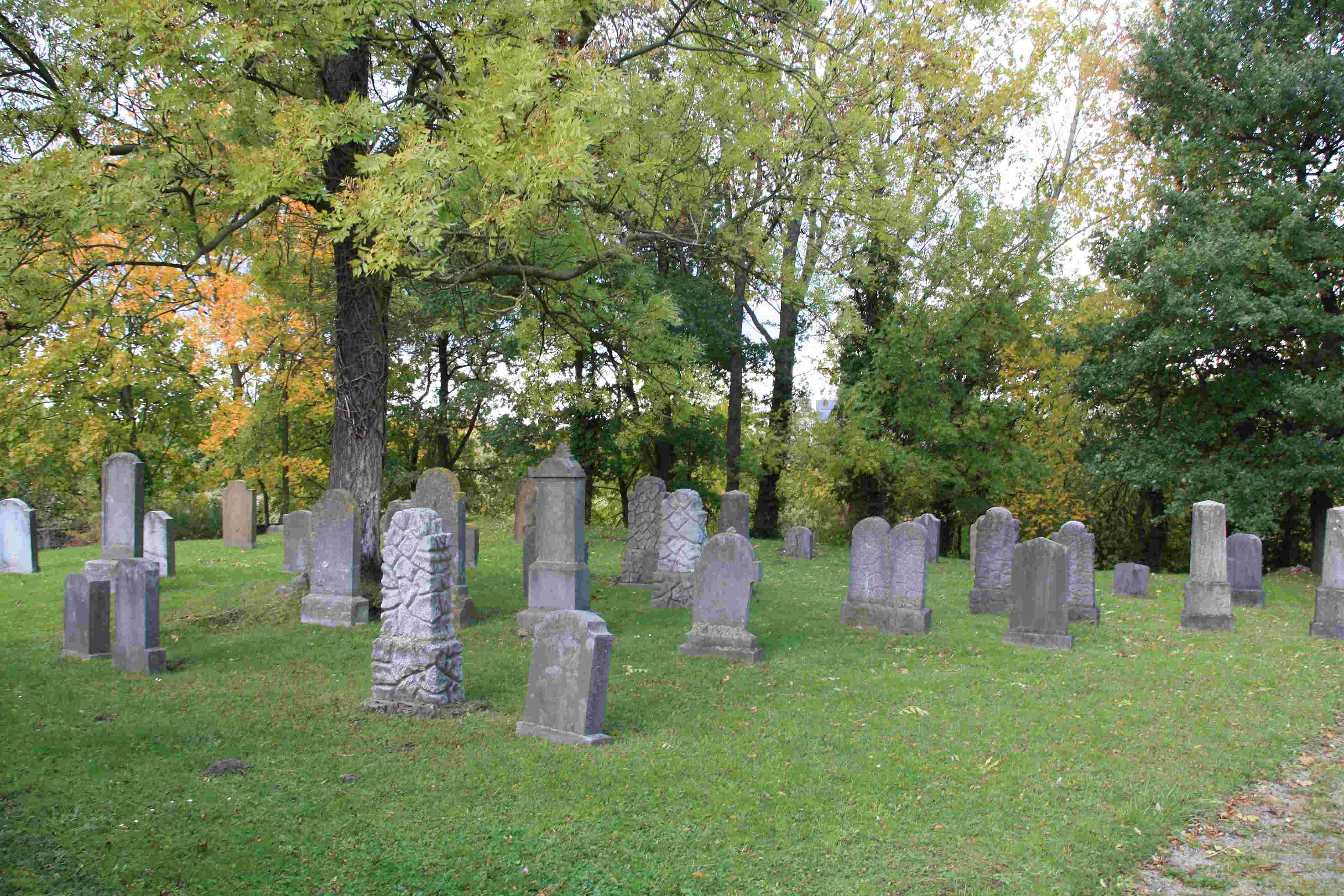
Teilansicht des Friedhofes

Der Jüdische Friedhof Weisweiler liegt im Stadtteil Weisweiler von Eschweiler in der Städteregion Aachen (Nordrhein-Westfalen). 
Dieser Friedhof ist die älteste jüdische Begräbnisstätte im Rheinland und einer der ältesten in diesem Bundesland. Er ist seit 1992 unter Nr. 82 in die Denkmalliste der Stadt Eschweiler eingetragen.
Der Weisweiler Friedhof wurde vermutlich im 16. Jahrhundert angelegt; der bislang älteste Grabstein stammt aus dem Jahre 1691. Belegt wurde der Friedhof vom 17. Jahrhundert bis 1940. Heute sind noch 50 Grabsteine (Mazewot) vorhanden. Die letzte Beerdigung fand am 19. Juli 1940 statt.
Eine Gruppe von Schülern des Franziskus-Gymnasiums in Vossenack entdeckte 1988 im Rahmen einer Projektarbeit auf dem ältesten Teil des Friedhofes 14 bis dahin unbekannte Grabsteine. Sie wurden wieder aufgestellt und teilweise mit Hilfe von Landesmitteln sowie städtischen Mitteln restauriert. 